# Loxosomella sextentaculata
Loxosomella sextentaculata — вид внутрішньопорошицевих тварин родини Loxosomatidae. Описаний у 2018 році.

## Поширення
Вид поширений в Охотському морі на північному сході Тихого океану на глибині 3200-3600 м. Відкритий в ході німецько-російської експедиції SokhoBio на борту дослідницького судна «Академік Лаврентьєв» в липні — серпні 2015 року. Loxosomella cyatiformis виявлений на поверхні тіла поліхети Laonice.

## Опис
Досить великі представники типу. Сягають 0,7-0,9 мм завдовжки.